# Páramo del Sil
Páramo del Sil (asztur-leóni nyelven Páramu del Sil) település Spanyolországban, León tartományban. Lakosainak száma 1169 fő (2024).

## Földrajza
Páramo del Sil Palacios del Sil, Murias de Paredes, Igüeña, Toreno, Berlanga del Bierzo, Fabero, Peranzanes és Degaña községekkel határos.

## Látnivalók
A városban több műemlék is figyelmet érdemel: kápolnák, régi kőházak, a 18. századi Casa de la Indiana, a Casona de los Donis, valamint a klasszicista stílusban épült, négyezete fölött kupolával díszített templom.

## Népesség
A település lakosságának változását az alábbi diagram mutatja:
| Lakosok száma | 1785 | 1580 | 1550 | 1527 | 1421 | 1395 | 1336 | 1259 | 1217 | 1169 |
|               | 2001 | 2004 | 2007 | 2009 | 2012 | 2014 | 2017 | 2019 | 2022 | 2024 |